# Canon EOS 100D
Die Canon EOS 100D (in Japan EOS Kiss X7, in Nordamerika EOS Rebel SL1) ist eine digitale Spiegelreflexkamera (DSLR) des japanischen Herstellers Canon, die Ende April 2013 in den Markt eingeführt wurde. Auffälligstes Merkmal ist ihr niedriges Gewicht und die kompakten Maße. Sie wurde dafür 2014 mit einem iF award ausgezeichnet.
Ende Juli 2017 wurde die Canon EOS 200D in den Markt eingeführt

## Technische Merkmale
Die Kamera besitzt u. a. folgende technische Merkmale:
- APS-C-großer CMOS-Bildsensor mit 18 Megapixeln (5.184 × 3.456 Pixeln)
- Reihenbildaufnahmen mit 4 Bildern/s
- Fest eingebautes rückwärtiges Touch-Display
- Videomodus:
  - 1080p HD 24p, 25p (25 Hz) und 30p (29,97 Hz)
  - 720p HD 50p (50 Hz) und 60p (59,94 Hz)
  - 480p ED 30p und 25p
- automatisches Sensorreinigungssystem
- kompatibel mit EF- und EF-S-Objektiven
- Korrektur von Objektivfehlern (chromatische Aberration, Vignettierung) einiger EF(S)-Objektive in der Kamera[3]
- Größe: ca. 117 mm × 91 mm × 69 mm
- Gewicht: ca. 407 g
- DIGIC-5-Prozessor

## Marktsituation
Zur Markteinführung war das Modell die leichteste und kleinste digitale Spiegelreflexkamera überhaupt.